# Каролинги
Кароли́нги (лат. Carolingi, фр. Carolingiens, нем. Karolinger, итал. Carolingi) — королевская и императорская династия в государстве франков, а после его распада — в Западно-Франкском королевстве, в Восточно-Франкском королевстве, в Италии и в некоторых мелких государствах. Династия правила с 751 по 987 годы.

## Этимология
Название династии происходит от латинизированного имени Карла Великого — лат. Carolus Magnus.

## Происхождение
Династия ведёт своё происхождение от двух знатных родов рипуарских франков — Арнульфингов и Пипинидов.
По мужской линии первым известным представителем рода был Арнульф Мецский (ок. 580/582 — 18 июля 641). По его имени род назывался Арнульфингами. Происхождение Арнульфа в прижизненных документах не упоминается. В средние века существовало несколько генеалогий, связывающих его родством с Меровингами. Долго считалось, что Арнульф был сыном епископа Меца Агилульфа (так называемая Мецкая гипотеза), происхождение которого выводили из династии Меровингов. В XVII веке появилась гипотеза, по которой он был близким родственником императора Авита, то есть по ней Каролинги находились в родстве с правителями Римской империи. В конце XIX начале XX века эта гипотеза опровергается в работах ряда историков, в первую очередь Луи Салтета, который указывает на её несоответствие другим документам того времени и заявляет на этом основании, что все генеалогии Каролингов фальшивые. Это мнение, господствовавшее в течение всего XX века, и сейчас имеет много сторонников. Но критика Салтета имеет свои недостатки: обращая внимание на присутствующие в генеалогии противоречия и несоответствия историческим фактам, автор не раскрывает нам методы их составления, а главное причины, побудившие их авторов к созданию той или иной фальсификации. К тому же в его работах не была исследована генеалогия Фонтелльской рукописи. В 1986 году Йорг Ярнут занялся критическим изучением различных вариантов родословной Каролингов, признанных ранее ложными. По его мнению, работа средневековых фальсификаторов состояла больше в том, чтобы интерполировать подлинные факты, а не изобретать новые генеалогии. По его мнению, генеалогии основываются на интерполяции и интерпретации подлинных документов, которые были доступны епископству Меца в VIII веке. Существует и другая гипотеза, основанная на данных рукописи аббатства де Фонтенелль, по которой Арнульф был сыном Бодогизеля, которого идентифицируют с австразийским дворянином, братом герцога Бабона и сыном Муммолина, графа в Суассоне. Согласно этой гипотезе Арнульф был потомком короля Кёльна Сигиберта Хромого.
Родоначальником второго рода, Пипинидов, был Пипин Ланденский (ок. 580—640), также называемый Пипином I Старым. О его происхождении известно мало, согласно «Хронике Фредегара» его отца звали Карломан. Его владения располагались в Австразии по рекам Маасу и Мозелю.

## Арнульфинги и Пипиниды
Арнульф Мецский и Пипин Ланденский в начале VII века были лидерами австразийской аристократии, противостоявшей королеве Брунгильде, предпочтя ей короля Нейстрии Хлотаря II. Оба были вознаграждены за поддержку: Арнульф стал епископом Меца, а Пипин в 623 году — майордомом Австразии. В том же году Арнульф и Пипин стали опекунами назначенного королём Австразии Дагоберта I, сына Хлотаря II. Арнульф оставался лидером знати до 629 года, когда отошёл от дел, удалившись в монастырь (позже он был канонизирован), его сменил Пипин Ланденский. В том же году умер король Хлотарь II, Дагоберт стал единовластным королём, но после его смерти в 639 году франкское государство было разделено между малолетними сыновьями, Пипин стал опекуном короля Австразии Сигиберта III и майордомом Австразии.
У Пипина было двое сыновей, Бавон и Гримоальд, и две дочери — Бегга Анденская и Гертруда Нивельская. Бегга вышла замуж за Анзегизеля, сына Арнульфа Мецского, в результате чего оба семейства породнились. Гримоальд, как и отец, был майордомом Австразии, однако его попытка узурпации власти в Австразии, когда он добился провозглашения королём своего сына, Хильдеберта Приёмного, привела его к гибели и прекращению рода. Но сын Анзегизеля и Бегги — Пипин Геристальский, стал наследником обоих родов.

## Майордомы франков
Владения Арнульфингов располагались в долинах Мозеля и среднего Рейна, в первую очередь — в районе Вуавр в современной Лотарингии. Владения Пипинидов находились между Брабантом, Эсбе и Намюром. Эти земли, располагавшиеся на двух плато между Рейном и Маасом стали колыбелью династии, позже получившей прозвание Каролингов. Именно здесь располагались Ланден, Герсталь, Экс и Тионвиль, принадлежавшие разным представителям династии. Кроме того, здесь располагался ряд монастырей, основанных представителями рода либо взятыми под покровительство представителями династии: Нивель, Фосс, Анден, Ставелот (Стабло), Мальмеди и Лобб. Пипин, известный в историографии как Пипин II Средний или Пипин Геристальский (по названию одного из своих самых крупных владений, располагавшегося в долине реки Маас), был единственным наследником богатого наследства обоих родов, поскольку других родственников, которые могли оспаривать его права, не осталось. Кроме того, он женился на Плектруде, дочери графа дворца Гугоберта, имевшего богатые владения в области слияния Рейна и Мозеля, и святой Ирмины, что принесло Пипину дополнительные владения, в первую очередь в районе нижнего Мозеля и Кёльнского бассейна. В результате он стал крупнейшим землевладельцем в Австразии.
После смерти Дагоберта I, бывшего последним меровингским королём, реально правившим франкским государством, начинается эпоха так называемых «ленивых королей». Малолетство его наследников привело к тому, что реальная власть в Австразии, Нейстрии и Бургундии принадлежала майордомам («правителям дворца») — франкским чиновникам, изначально назначаемым королём из представителей знати. Первоначально майордомы выполняли обязанности сенешаля, заведуя дворцовым хозяйством, но постепенно они стали брать на себя и другие функции, замещая королей во время их отсутствия, а также управляя королевством в случае малолетства короля. Майордомам подчинялись все высшие чиновники двора.
За должность майордома спорили представители разных родов. В Австразии после убийства в 679 году короля Дагоберта II, организованного майордомом Нейстрии Эброином, стремившегося распространить свою власть и на его королевство, посадив на его престол короля Нейстрии и Бургундии Теодориха III, новым майордомом стал Пипин Геристальский. Он и его брат Мартин не желали подчиняться Эброину, который в 680 году нанёс австразийцам поражение в сражении при Лукофао. Пипину удалось бежать, но его брат был схвачен и убит. Однако вскоре Эброин был убит своим давним врагом Эрменфредом. После этого Пипин договорился с новым майордомом Нейстрии Вараттоном о том, что он признает королём Австразии Теодориха III, единственного оставшегося в живых Меровинга, взамен сохранив своё положение в Австразии. Позже он воспользовался начавшейся среди нейстрийской знати борьбой за власть и вторгся в Нейстрию и в 687 году разбил армию майордома Берхара. После этого Пипин договорился с нейстрийской знатью, где у него были свои сторонники, о разделении власти. Король Теодорих III признал его майордомом всего Франкского государства. Пипин жил в Австразии, но нередко посещал короля в его столицах — Меце и Кёльне.
Пипин Геристальский был фактическим правителем франкского государства, самостоятельно возводя новых королей династии Меровингов после смерти предыдущих. От брака с Плектрудой у него родилось двое сыновей, Дрого и Гримоальд Младший, которые умерли раньше отца. Также у него было двое сыновей от любовницы Альпаиды: Карл Мартелл и Хильдебранд I, ставший родоначальником рода Нибелунгидов — боковой ветви рода. Плектруда желала видеть наследником мужа своего малолетнего внука Теодоальда, сына Гримоальда, который после смерти в 714 году Пипина был провозглашён майордомом. Опасаясь амбиций Карла Мартелла, Плектруда велела изолировать его.
Переход власти к вдове Пипина и её внуку вызвал недовольство представителей знати, которые с трудом выдерживали правление Пипина Геристальского. Поэтому вскоре нейстрийская знать организовала восстание, провозгласив своим майордомом Рагенфреда, а на франкский престол возведя вместо умершего в 715 году Дагоберта III не его сына, а Хильперика II, сына короля Хильдерика II. Плектруда не могла ничего противопоставить Рагенфреду. Восстание поддержал и король недавно покорённых фризов Радбод. В результате в 716 году Плектруда и Теодоальд были фактически отстранены от власти и были вынуждены отдать часть богатств Рагенфреду.
Воспользовавшись сумятицами, Карл Мартел смог бежать из темницы, в которую он был заключён по приказу Плектруды. В 716—717 годах он разбил Радбода и Рагенфреда. Однако он предпочёл не форсировать события и закрепился в Австразии, где возвёл на престол Хлотаря IV, а также заставил Плектруду отдать ему оставшиеся богатства Пипина Геристальского. В 719 году Карл изгнал саксонцев, вторгшихся в Австразию, а после того как в том же году умер Радбод, подчинил Фризию. Позже он смог разбить Рагенфреда и его союзника, принцепса Аквитании Эда, который, правда, увёз в обозе Хильперика II и его казну. Только в 720 году Эд согласился вернуть Карлу короля в обмен на признание его титула и владений. Рагенфред же создал в районе Анже независимое княжество, которым управлял до самой смерти.
Возвращённого Хильперика II Карл признал королём, после его смерти в 721 году возвёл на престол Теодориха IV. В результате во франкском государстве как и во времена Пипина Геристальского реальным правителем был майордом, живший в Австразии, а король, двор которого находился в Нейстрии, реальной власти не имел. В то же время Южная Галлия, Бургундия, где реальная власть принадлежала епископам Осера, Орлеана и Лиона, а также находившиеся на окраине герцогства Бургундия, Алемания и Тюрингия, фактически Карлом не контролировались.
Однако постепенно Карлу удалось увеличить свою власть. В 723 году он заключил в тюрьму своих племянников — сыновей Дрого Арнульфа Шампанского и Готфрида, обвинив их в заговоре. В то же время их брату Гуго, епископу Парижа и Руана, Карл передал дополнительно аббатство Сен-Дени и епископства Байё, Лизьё и Авранш. В этом проявлялась его политика бенефиций, направленная на замену аббатов и епископов своими ставленниками. Также он проводил секуляризацию церковных владений, передавая земли своим приближённым. Также он постепенно усилил контроль над германскими племенными герцогствами, а его рейды на саксов охладили их пыл.
В 731 году Карл обратил взор на юг, совершив набег на владения Эда Аквитанского. В 732 году в Аквитанию вторглись арабы, которые ранее захватили Пиренейский полуостров и Септиманию, что вынудило Эда, разбитого при Бордо, просить помощи у Карла. В битве при Пуатье армия Карла разбила арабов, что остановило их продвижение в Западную Европу. Карл, получивший прозвище «Мартелл» (Молот), был единодушно признан борцом за христианство и правителем всей Галлии, а Эд Аквитанский был вынужден признать себя его вассалом. Однако окончательно арабская угроза устранена не была, и Карлу пришлось совершить ещё несколько походов, чтобы выбить арабов из Прованса и Бургундии, в чём ему помогал брат Хильдебранд. Покорённые земли он раздал своим родственникам и приближённым, в том числе земли в Бургундии получил и Хильдебранд.
Власть Карла была настолько велика, что после смерти в 737 году короля Теодориха IV он не стал его никем заменять.
Карл умер в 741 году. По его завещанию власть была разделена между двумя сыновьями: Карломан получил Австразию, а Пипин Короткий — Нейстрию и Бургундию. Когда их побочный брат Грифон, который по завещанию отца должен был получить несколько владений, разбросанных по Австразии, Нейстрии и Бургундии, потребовал своё наследство, он в 741 году был заключён Карломаном и Пипином в тюрьму. Также у Карла было ещё 3 незаконнорождённых сына: Реми, Иероним и Бернар, ставшие родоначальниками боковых ветвей рода.
Жена Пипина, Бертрада Лаонская, была дочерью графа Хариберта, происходившего из того же рода Гугобертидов, что и Плектруда. Он владел богатыми землями в Бри и Эйфеле, обладая большим влиянием среди аристократии Нейстрии и Австразии.
Карломан и Пипин, получив власть, решили придать ей легитимность, разыскав в монастыре представителя династии Меровингов и возведя его в 743 году на престол под именем Хильдерик III. Также они продолжили политику отца по подчинению соседей, совершив в 742—745 годах ряд походов на германцев и в Аквитанию. Кроме того, по инициативе Карломана в 743—747 годах была проведена реформа франкской церкви. В 747 году Карломан постригся в монахи, но Пипин, не желая делить власть с его сыном Дрого, отстранил того от власти. Своему брату Гриффону, который смог бежать из заключения в Баварию, он в 749 году предложил герцогство Мэн на границе с Бретанью. Однако Гриффон воспринял это как повод потребовать своей доли власти с королевством, сблизившись с герцогом Аквитании Вайфаром и восстав против брата, но в 753 году был разбит и погиб.

## Короли франков
В 751 году Пипин решил, что обладает достаточной властью, чтобы самому стать королём. Для этого он сначала заручился поддержкой папы римского, а потом созвал ассамблею «всех франков», на которой он был провозглашён королём. Последний меровингский король Хильдерих III был пострижен и заключён в монастырь, где умер в 755 году. Его сын также был заключён в монастырь. В 752 году новый папа, Стефан II (III), во владения которого вторгся король Лангобардов Айстульф, запросил у Пипина помощи. Прибыв в 754 году в Сен-Дени, он помазал Пипина и его сыновей Карла и Карломана на королевство, легитимизировав захват власти Пипинидами. Также Пипин получил титул «римского патриция», что в будущем послужило основой для имперских амбиций Карла Великого.
Традиционная историография рассматривала царствование Каролингов как итог длительного процесса прихода к власти, прерванного попыткой захватить трон при Хильдеберте Приёмном. Однако в настоящее время коронация Пипина Короткого рассматривается как реализация его властных амбиций в союзе с церковью, всегда искавшей сильных светских покровителей и расширения собственного духовного и мирского влияния.
В 754 и 756 году Пипин совершил 2 похода в Италию, заставив короля лангобардов признать сюзеренитет от короля франков, а также пообещав вернуть папе Равеннский экзархат. Это привело к возникновению Папского государства в Италии.
Став королём, Пипин попытался подчинить Южную Галлию. В результате походов 751 и 759 года он подчинил Септиманию, а в 760—768 годах — Аквитанию.
Пипин Короткий умер в 768 году. По его завещанию франкское королевство было разделено между двумя сыновьями. Старший, Карл I Великий, получил владения, располагавшиеся от Аквитании до Тюрингии. В них входили бо́льшая часть Нейстрии и Австразии, Фризия и Франконию. Они со всех сторон охватывали владения Карломана, получившего достаточно компактный блок владений, включавший земли между Суассоном, Марселем, Тулузой и Базелем. Столицей Карла был Нуайон, а Карломана — Суассон. Карломан рано умер (в 771 году), а его жена с новорождённым сыном сбежала к королю Лангобардов, в результате Карл оказался единовластным правителем франкского государства.

## Каролингская империя
Карл Великий был самым могущественным представителем династии, от его имени династия получила название «Каролинги». За время своего правления ему удалось значительно расширить территорию государства. В 774 году он захватил королевство лангобардов, присоединив его к своему государству. Позже он подчинил саксов, хотя ему и потребовалось несколько походов, чтобы подавить их восстания. В 778 году он начал подчинять земли к югу от Аквитании, где в результате завоеваний была создана Испанская марка. В 787—788 годах он подчинил Баварию. Позже он совершил поход против славян, а также воевал с аварами.
Осенью 800 года Карл прибыл в Рим, чтобы поддержать папу Льва III, которого угрожали сместить римляне. 25 декабря папа неожиданно короновал его императорской короной. Эта коронация вызвала негативную реакцию императора Византии. Хотя император Михаил I Рангаве в итоге признал за Карлом императорский титул, но законность признания титула оспаривалась византийцами в XII и XIII веках.
Каролинги сохранили от практики франков времён Меровингов традицию разделения наследства между наследниками, при этом была принята концепция неделимости империи. Представители династии назначили своих малолетних сыновей правителями отдельных регионов империи (regna), которые они наследовали после смерти их отца. Каролинги в отличие от Меровингов запретили передавать наследство незаконнорождённым отпрыскам, возможно, стремясь избежать распрей между наследниками и ограничить возможный раздел королевства.
Ещё при жизни Карл Великий в 781 году создал несколько вассальных королевств, назначив их правителями своих сыновей. Его старший сын, Пипин Горбатый, за участие в восстании против отца в 792 году был отстранён от власти, пострижен в монахи и отправлен в монастырь, где и умер в 811 году. Следующий по старшинству сын, Карл Юный (772 — 4 декабря 811), владел землями в Западной Нейстрии около Ле-Мана, но умер, не оставив наследников, ещё при жизни отца. Третий сын, который первоначально был назван Карломаном, но после отстранения старшего брата от власти получивший имя Пипин (777 — 8 июля 810), стал королём Италии. Он также умер раньше отца, оставив несколько дочерей и сына Бернарда (ок. 797 — 17 апреля 818), которого ряд исследователей считают бастардом. Первоначально дед планировал для него духовную карьеру, но в 813 году назначил королём Италии. Однако в 817 году он восстал против Людовика I Благочестивого, был схвачен в 818 году и ослеплён, после чего вскоре умер. Он оставил бастарда по имени Пипин, который стал родоначальником рода Гербертинов. Младший же сын Карла, Людовик, стал королём Аквитании.
Также у Карла было несколько бастардов. Из них Дрого (17 июня 801 — 8 декабря 855) в 823 году стал епископом Меца, а Гуго (802—14 июня 844) — аббатом Сен-Квентина, позже он был канцлером Людовика I Благочестивого и Карла II Лысого.
Единственным сыном, пережившим Карла Великого, стал его младший сын Людовик I Благочестивый (апрель/сентябрь 778 — 20 июня 840), ставший после смерти отца единственным наследником франкской империи. Людовик успешно продолжил отцовскую политику реформ, но последние годы его правления прошли в войнах против собственных сыновей и внешних врагов. Государство оказалось в глубоком кризисе, который через несколько лет после его смерти привёл к распаду империи и образованию на её месте нескольких государств — предшественников современных Германии, Италии и Франции.
Желая закрепить наследственные права своих сыновей, Людовик в июле 817 года в Ахене обнародовал Акт «О порядке в Империи». В нём сообщалось о выделении младшим сыновьям императора собственных владений: Пипин получал Аквитанию, Васконию и Испанскую марку, а Людовик — Баварию и Каринтию. Старший сын Людовика Благочестивого, Лотарь, объявлялся соправителем отца с титулом соимператора. По мнению современных историков, территории, которые должны были перейти к Лотарю, составляли значительную часть Франкского королевства: они включали земли Нейстрии, Австразии, Саксонии, Тюрингии, Алеманнии, Септимании, Прованса и Италии. О короле Италии Бернарде в акте не было сказано ни слова, что вызвало его восстание, стоившего ему короны и жизни.
После смерти в 818 году первой жены, Ирменгарды, в 819 году Людовик женился вторично — на Юдифь Баварской, от этого брака родился ещё один сын, Карл. Желание выделить младшему сыну королевство, о чём было объявлено в 829 году, вызвало несколько восстаний старших сыновей Людовика против отца в 830—834 годах, поскольку они посчитали себя ущемлёнными. В результате Людовик был отстранён от власти, но в 834 году был восстановлен, однако был вынужден отозвать предыдущее решение о королевстве Карла. Тем не менее в 837 году он вновь объявил о выделении королевства с границами от устья Везера до Луары, а на юге — до Маастрихта, Туля и Осера. Столицей его должен был стать Париж. Это вызвало недовольство старших сыновей Людовика. Восстание Людовика Баварского 838—839 года закончилось для него неудачно. В 839 году умер король Аквитании Пипин I. Людовик вызвал в Вормс старшего сына Лотаря и вместе с ним произвёл последний раздел государства между ним и Карлом. Границей владений обоих братьев стала линия, идущая по Маасу и далее на юг до Юры, оттуда по Роне. Таким образом, в королевство Карла вошли Нейстрия, Аквитания, Септимания, Испанская марка и Бургундия до приморских Альп. Ни Людовик Баварский, ни дети покойного Пипина не приняли участия в этом разделе. Более того, земли, полученные Лотарем, были как раз теми, на которые претендовал Людовик Баварский. Этот раздел позже вызвал новую войну между наследниками Людовика Благочестивого.
Людовик Благочестивый умер в 840 году, после чего его наследники три года вели гражданскую войну, завершившуюся Верденским договором 843 года, установивший раздел Каролингской империи между тремя сыновьями покойного императора. Император Лотарь I получил так называемое Срединное королевство, в состав которого вошла Италия и полоса земель от Нидерландов до Прованса, а также бо́льшая часть бывшей франкской Бургундии, за исключением небольшой северо-западной части к западу от Соны, и на территории которой в дальнейшем образовалось бургундское герцогство. Людовик II Немецкий получил Восточно-Франкское королевство, включавшее территории к востоку от Рейна и к северу от Альп; оно было предшественником Германского королевства, правитель которого Оттон I Великий в 961 году основал Священную Римскую империю. Карл II Лысый стал королём Западно-Франкского королевства, позже получившего именование Франции.
В конце IX века из-за отсутствия подходящих совершеннолетних кандидатов правителем Восточного-франкского королевства стал Арнульф Каринтийский, хотя он и являлся внебрачным ребёнком законного короля.
После распада Франкской империи Каролинги правили в Италии до 905 года, в Восточно-Франкском королевстве (Германии) — до 911 года (с 919 года в нём утвердилась Саксонская династия), в Западно-Франкском королевстве (Франции) — с перерывами до 987 года. Периодически на троне Каролингов сменяли Робертины и другие крупные магнаты, затем на троне франков сменили друг друга подряд три короля из династии Каролингов: Людовик IV Заморский, его сын Лотарь и внук Людовик V. Это были последние короли из династии Каролингов. В конечном счете их сменили Капетинги. После смещения последнего правящего короля в 987 году ветви династии управляли Вермандуа и Нижней Лотарингией. Хронист из Санса связывает конец правления Каролингов с коронацией Роберта II младшим соправителем своего отца Гуго Капета, ставшей началом династии Капетингов.

## Ветви
Каролингская династия имела несколько ветвей:
- Лотарингская произошла от императора Лотаря I (795 — 29 сентября 855), старшего сына Людовика Благочестивого. С его смертью Срединное королевство было поделено между его тремя сыновьями. Людовик II (822/825 — 12 августа 875) получил Италию, а в 850 году — императорский титул. Лотарь II (835 — 8 августа 869) получил срединную часть, получившую по его имени название Лотарингия. Младший сын, Карл (ок. 845 — 25 января 863),стал королём Прованса. После смерти бездетного Карла его владения захватил Людовик. В 869 году умер Лотарь II. Поскольку его второй брак не был признан церковью законным, то его сын от этого брака, Гуго (ранее 855 — после 895), считался бастардом и не мог претендовать на наследство отца. Ещё при жизни отца он стал герцогом Эльзаса, но в 885 году был лишён владений императором Карлом III Толстым. Лотарингия же по Мерсенскому договору 870 года была разделена между Западно-Франкским и Восточно-Франкским королевствами. Император Людовик II умер в 875 году, не оставив сыновей, после чего королём Италии и императором стал Карл II Лысый, король Западно-Франкского королевства.
- Аквитанская, основана Пипином Аквитанским, сыном Людовика Благочестивого. Так как он умер раньше отца, Аквитания досталась не сыновьям Пипина, а его младшему брату, Карлу Лысому. Его двое сыновей, Пипин II (ок. 823 — после 25 июня 864), король Аквитании в 838—852 годах, и Карл (825/830 — 4 июня 863), архиепископ Майнца с 856 года, наследников не оставили, и в 864 году ветвь угасла.
- Немецкая происходила от Людовика Немецкого, правителя Восточного-франкского королевства, сына Людовика Благочестивого. Разделил свои владения между тремя сыновьями, получившими Баварию, Саксонию и Швабию. Его младший сын, Карл III Толстый, ненадолго воссоединил западное и восточное королевства франков, которые окончательно разъединились с его смертью. Новым правителем Восточного королевства стал незаконнорождённый потомок Каролингов Арнульф Каринтийский, династия прекратилась с гибелью в 911 году его сына Людовика IV Дитя.
- Французская — потомки Карла II Лысого, сына Людовика Благочестивого. Владели Западно-франкским королевством, правление династии прерывалось после смещения Карла III Толстого и во времена узурпации престола Робертинами (дважды) и Бозонидами. После смерти Людовика V в 987 году представители французской ветви Каролингов потеряли королевский престол. Последним представителем этой ветви был Оттон, умерший в 1005 или 1012 году.

Также существовало ещё несколько родов, родоначальниками которых были представители династии Пипинидов/Каролингов:
- Нибелунгиды, родоначальником данной ветви был Хильдебранд I (ок. 690—751), младший сын Пипина Геристальского от Альпаисы, родной брат Карла Мартела. Он был графом в Бургундии, также имел в Бургундии владения Перраси (в Шароле) и Божи. По имени сына Хильдебранда, Нивелона (Нибелунга) I' (705/720 — 768), сеньора Перраси и Божи, род и получил своё название. Представители данного рода были графами Отёна, Макона, Шалона, Амьена, Вексена, Валуа. Его генеалогия довольно запутана и противоречива. Существует гипотезы о происхождении из данного Бозонидов (Бивинидов), Гильемидов (Отёнского дома), 1-го дома Вержи, Руэргского (Тулузского) дома, родов Семюр-ан-Брионне, Вексен и первого дома Бурбонов.
- Ветвь потомков Иеронима, одного из бастардов Карла Мартела. По реконструкции Кристиана Сеттипани, из этого рода происходили Бозониды (Бивиниды) — династии, одна из ветвей которых правила в Бургундском герцогстве, представители другой сначала были королями Нижней Бургундии, а один из представителей, Людовик III Слепой (ок. 880 — 28 июня 928), стал королём Италии, а затем — императором Запада. Сеттипани считает, что Бивин из Горца, родоначальник династии, был сыном графа Амьена Рихарда II, которого он показывает внуком Иеронима.
- Ветвь потомков Бернара, одного из бастардов Карла Мартела. У него было несколько детей, из которых наиболее известны Адалард (ок. 752 — 2 января 826) и Вала (ок. 772 — 31 августа 836), основатели Корвейского аббатства.
- Гербертины — династия, родоначальником которой считается Пипин I. Регино Прюмский называл его сыном короля Италии Бернарда, побочного сына короля Италии Пипина[30]. Самым известным её представителем был граф Герберт II де Вермандуа (ум. 943), один из самых могущественных феодалов своего времени, значительно расширивший владения рода. От его сыновей пошло две ветви рода. Гербертины носили титулы графов Валуа, Вермандуа, Амьена, Труа. Последним представителем Гербертинов по мужской линии был граф Герберт IV де Вермандуа (ум. ок. 1080), который посредством брака получил также графство Валуа. Он оставил дочь Адель, которая и унаследовала владения отца, передав их своему мужу — Гуго Великому, ставшего родоначальником второго дома Вермандуа, а также сына, Эда Безумного, лишённого наследства отцом из-за слабоумия. В XVII веке от Эда выводил своё происхождения род Сен-Симонов, однако эта генеалогия была фальсифицирована[31]. Возможно, что одной из ветвью Гербертинов был род графов Шини, родоначальника которого, Оттона, графа Ивуа, отождествляют с Оттоном, сыном Альберта I де Вермандуа. Этот род угас в 1226 году со смертью графа Людовика IV. Также от графа Эда де Вермандуа выводил своё происхождение род сеньоров де Хам, называя своего предка, Симона де Хама, сыном графа Эда. Однако никаких источников, подтверждающих данное происхождение, не существует[32].

Кроме того, есть гипотеза о родстве с Каролингами рода Идульфингов.

## Большая стратегия
Историк Бернард Бахрах утверждает, что приход династии к власти лучше всего понять с помощью теории большой стратегии Каролингов. Великая стратегия — это долгосрочная военно-политическая стратегия, которая длится дольше, чем типичный сезон агитации, и может продолжаться в течение длительных периодов времени. Каролинги придерживались определённого курса действий, который исключает идею случайного роста власти и может рассматриваться как великая стратегия. Другая важная часть великой стратегии ранних Каролингов заключала в себе их политический союз с аристократией. Эти политические отношения дали Каролингам силу и власть во Франкском королевстве.
Начиная с Пиппина II, Каролинги намеревались собрать воедино Regnum Francorum («королевство франков») после его распада после смерти короля Меровингов Дагоберта I. После неудачной попытки в 651 году захватить трон у Меровингов, Каролинги начали постепенно приобретать власть и влияние. Каролинги использовали комбинацию позднеримской военной организации наряду с постепенными изменениями, которые произошли между пятым и восьмым веками. Из-за оборонительной стратегии, которую римляне осуществляли во времена поздней империи, население стало военизированным и, таким образом, их стало легче использовать в войне. Оставшаяся римская инфраструктура, например, дороги, цитадели и укрепленные города, ещё могла быть использована в военных целях. Гражданские лица, которые жили в городе или рядом с городом-крепостью или опорным пунктом, должны были научиться сражаться и защищать районы, в которых они жили. Эти люди редко использовались в ходе великой стратегии Каролингов, потому что они использовались в оборонительных целях, а Каролинги большую часть времени были в наступлении.
Другой класс гражданских лиц должен был служить в армии и участвовать в военных кампаниях. В зависимости от благосостояния человек должен будет оказывать различные виды услуг, и «чем богаче был человек, тем больше был его военного долг». Богатый человек мог быть рыцарем или предоставить несколько бойцов.
Помимо тех, кто должен был пройти военную службу, были также профессиональные солдаты, которые сражались за Каролингов. Если обладатель определённого количества земли имел право не идти на военную службу (женщины, старики, больные мужчины или трусы), они все равно были военнообязанными. Вместо того, чтобы идти самим, они будут нанимать солдата, который воевал вместо них. Учреждения, такие как монастыри или церкви, также должны были посылать солдат для сражения, в зависимости от богатства и количества земель, которые они имели. Фактически, использование церковных учреждений для нужд вооруженных сил было традицией, которую продолжали Каролинги и извлекали из этого огромную пользу.
Было «крайне маловероятно, что армии из более чем ста тысяч человек с их системами поддержки могли быть собраны на поле в одном театре военных действий». Из-за этого каждый землевладелец не должен был мобилизовывать всех своих людей каждый год в течение сезона проведения кампании. Вместо этого Каролинги решали, какие виды войск необходимы от каждого землевладельца и что они должны привезти с собой. В некоторых случаях отправка людей на бой могли заменить различные типы военных машин. 
Эффективное использование военной организации способствовало успеху Каролингов в их великой стратегии. Эта стратегия состояла в том, чтобы строго придерживаться реконструкции Regnum Francorum под их руководством. Бернард Бахрах приводит три принципа долгосрочной стратегии Каролингов, охватывающей поколения правителей Каролингов: «Первый принцип … осторожно продвигаться от базы Каролингской в Австразию. Второй принцип заключался в том, чтобы заниматься одним регионом в то время, пока завоевание не будет завершено. Третий принцип состоял в том, чтобы не вмешиваться за пределы Regnum Francorum или делать это в случае крайней необходимости, а не с целью завоевания.»
Это было важно для развития средневековой истории, потому что без такой военной организации и без большой стратегии Каролинги не смогли бы успешно стать королями франков. Кроме того, в конечном итоге благодаря их усилиям и инфраструктуре Карл Великий смог стать таким могущественным королем и быть коронованным императором римлян в 800 году. Без усилий своих предшественников он не был бы столь же успешным, и Возрождения Римской империи на Западе, скорее всего, не произошло.